# Ametrida centurio
Ametrida centurio (Gray, 1847) è un pipistrello della famiglia dei Fillostomidi, unica specie del genere Ametrida (Gray, 1847), diffuso nell'America meridionale.

## Descrizione

### Dimensioni
Pipistrello di medie dimensioni, con la lunghezza della testa e del corpo tra 40 e 55 mm, la lunghezza dell'avambraccio tra 26 e 34 mm, la lunghezza del piede tra 9 e 12 mm, la lunghezza delle orecchie tra 13 e 17 mm e un peso fino a 12 g.

### Caratteristiche craniche e dentarie
Il cranio ha un rostro notevolmente accorciato e la scatola cranica rotonda. Il margine anteriore delle orbite consiste di un piatto sottile, mentre le arcate zigomatiche sono estese lateralmente. Gli incisivi superiori sono separati tra loro, i più interni sono visibilmente più grandi di quelli esterni.
Sono caratterizzati dalla seguente formula dentaria:

### Aspetto
Il colore delle parti superiori è marrone scuro, mentre le parti ventrali sono bruno-grigiastre. I maschi sono più grigiastri. Entrambi i sessi hanno una distinta macchia bianca su ogni spalla e una meno visibile sui lati del collo dietro le orecchie. Il muso è corto, privo di peli e con le labbra ricoperte internamente di papille. La foglia nasale ha la forma di una piccola lancia, schiacciata contro la faccia. Gli occhi sono grandi e sporgenti, con l'iride giallastra. I maschi hanno dei cuscinetti rigonfi sotto ogni occhio. Le orecchie sono piccole, triangolari, larghe alla base e sono marroni chiare con la base gialla. Il trago è piccolo ed appuntito, con il margine esterno dentellato. Le membrane alari sono marroni ed attaccate posteriormente alla base del dito più esterno del piede. L'uropatagio è corto, marrone e ricoperto di peli, particolarmente lungo il bordo. È privo di coda, mentre il calcar è corto ma distinto. Le femmine sono più grandi dei maschi di circa il 17%. Il cariotipo è 2n=30-31 FN=56.

## Biologia

### Alimentazione
Si nutre di frutta e talvolta anche di nettare.

### Riproduzione
Femmine gravide sono state catturate sull'isola di Trinidad a luglio ed agosto.

## Distribuzione e habitat
Questa specie è diffusa nell'America meridionale nord-orientale, da Panama meridionale, Colombia orientale, Venezuela, Guyana, Suriname, Guyana francese, Brasile centro-settentrionale e sulle isole di Trinidad e Bonaire.
Vive nelle foreste sempreverdi di pianura, vicino a corsi d'acqua ed altri ambienti umidi fino a 2.100 metri di altitudine. Occasionalmente è stato osservato anche in zone disboscate, foreste rigenerate e decidue.

## Conservazione
La IUCN Red List, considerato il vasto areale, classifica A.centurio come specie a rischio minimo (Least Concern)).